# León Gil de Palacio
León Gil de Palacio (Barcelona, 7 de abril de 1778-Segovia, 5 de septiembre de 1849) fue un ingeniero y cartógrafo militar español, conocido por haber realizado minuciosos estudios geodésicos desarrollados en 1830 un modelo topográfico en escala 1:432 de la ciudad de Madrid. La maqueta fue realizada cuando era director del Real Gabinete de Estudios Topográficos (ubicado en Casón del Buen Retiro), y el plano base con el que fue realizada originariamente se ha perdido. La maqueta de León Gil se encuentra en las dependencias del Museo de Historia de Madrid desde 2012, siendo uno de los documentos cartográficos más relevantes de comienzos del siglo XIX para el estudio de Madrid. No obstante realizó otras maquetas. En su carrera militar fue ascendiendo de mandos hasta lograr el cargo de brigadier de infantería en 1843.

## Biografía

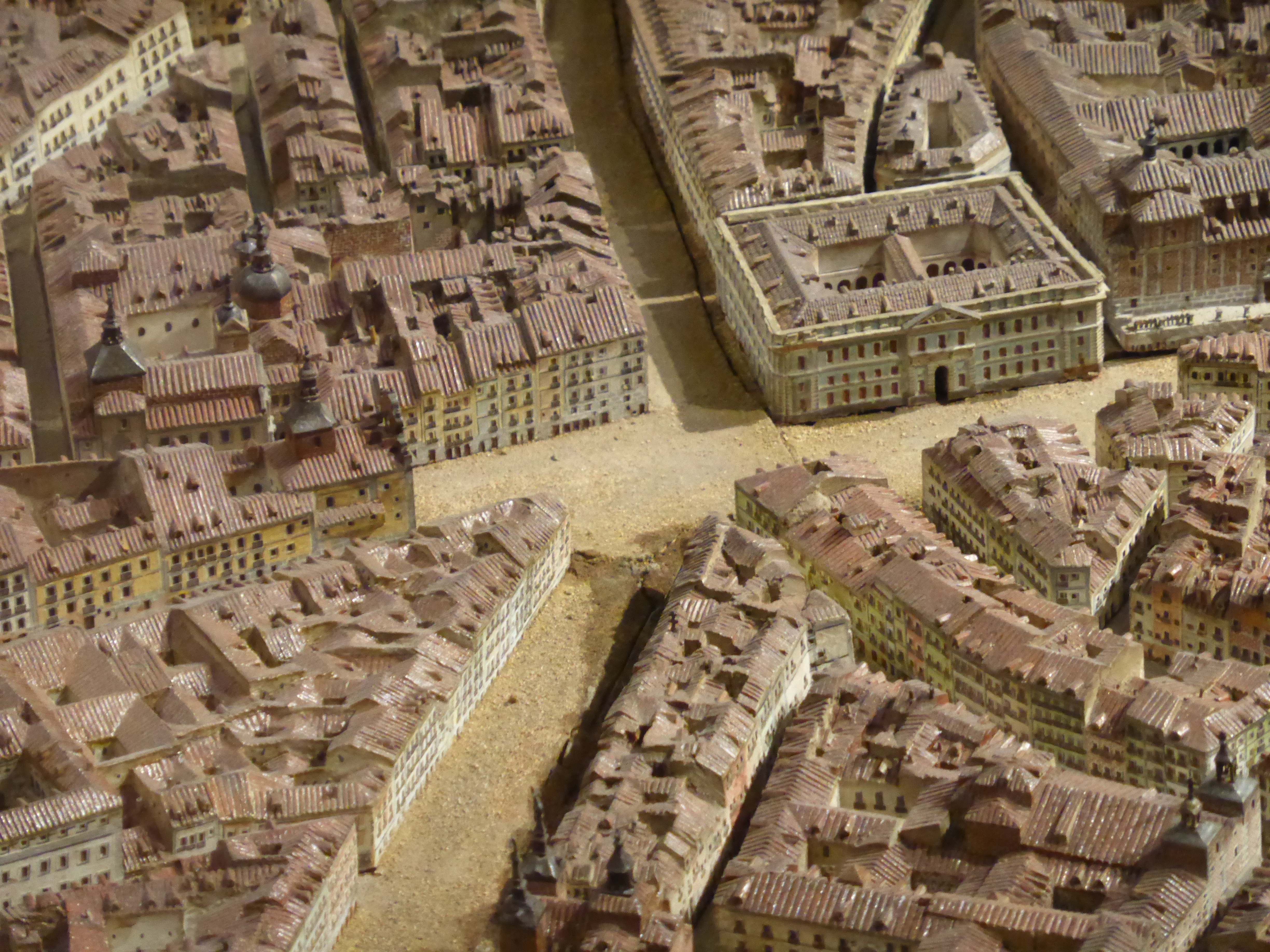
Detalle del Modelo de Madrid. La Puerta del Sol y su entorno en 1830. Se encuentra en el Museo de Historia de Madrid.

Poco se sabe de los detalles de la vida de León Gil de Palacio, los datos proceden de investigaciones de algunos biógrafos con informaciones de su hoja de servicios. Nace en 1778 en la ciudad condal, a temprana edad ingresa en la Real Academia Militar de Matemáticas y Fortificación, un de sus primeros destinos es en la Ciudadela de Rosas como simple cadete de Infantería. Posteriormente amplía conocimientos en la Academia de Artillería de Segovia, donde destaca por sus innatas habilidades matemáticas y de delineación. En 1805 con el cargo de teniente fue destinado a Buenos Aires donde tuvo ocasión de actuar contra las Invasiones inglesas del Virreinato del Río de la Plata.
La Guerra de Independencia proporciona una oportunidad para aprender y prosperar en sus conocimientos, se sabe que participa activamente en la batalla de Bailén, y en el cerco de Valencia. Al principio a las órdenes del general Castaños como artillero, luego como ingeniero. Estuvo destinado en La Coruña desde 1812 hasta 1823, lugar donde es promocionado a teniente coronel (1815). Participó posteriormente en la defensa de La Coruña contra los absolutistas lo que hizo que fuera depurado y pasara a la situación de indefinido hasta 1829, año en que fue rehabilitado y se reincorporó al cuerpo de Artillería, obteniendo el cargo de coronel en 1837.
La ideología liberal y su pertenencia a la masonería provoca su destierro en Valladolid, hasta que en el año 1827 logra realizar su primera maqueta, el modelo de la torre de Hércules (La Coruña). Durante su estancia en la ciudad da clases de matemáticas y dibujo en la Academia de Caballería de Valladolid. Seguido de la maqueta de la ciudad de Valladolid (realizada en el breve plazo de seis meses), realizado igualmente en el año 1827 junto con la Torre de Hércules. El modelo topográfico vallisoletano fue presentado a la Real Academia de Bellas Artes de la Purísima Concepción y evaluado en comisión de arquitectura dirigida por José O'Donnell. La comisión dio su visto bueno y recibió aprobación como miembro de la Academia. Este suceso le dio a conocerse en los círculos científicos de la época. El modelo topográfico se encuentra en la actualidad desaparecido.[cita requerida]
Uno de los fervientes seguidores de los trabajos geodésicos de León Gil fue el mismo Fernando VII, que acabó convirtiéndose en uno de sus más sólidos apoyos en su carrera posterior. El primer contacto se produce en una visita real realizada en 1828 a la ciudad de Valladolid; allí conoce la maqueta de primera mano, así como algunas obras de arquitectura efímera de Gil. El modelo topográfico de Madrid le es encomendado por Real Orden el 13 de noviembre de 1828. Gil realiza el modelo en madera de chopo. Crea el Real Gabinete de Modelos en 1831, y es encargado de realizar maquetas de todos los Reales Sitios. La fama de Gil hace que el alcalde de París le encargue la de su ciudad, obra que no se logró realizar. Se sabe que hizo otras maquetas como la de la ciudad de Melilla, construida en 1846, en el que muestra el estado de las fortificaciones a mediados del siglo XIX.

## Galería

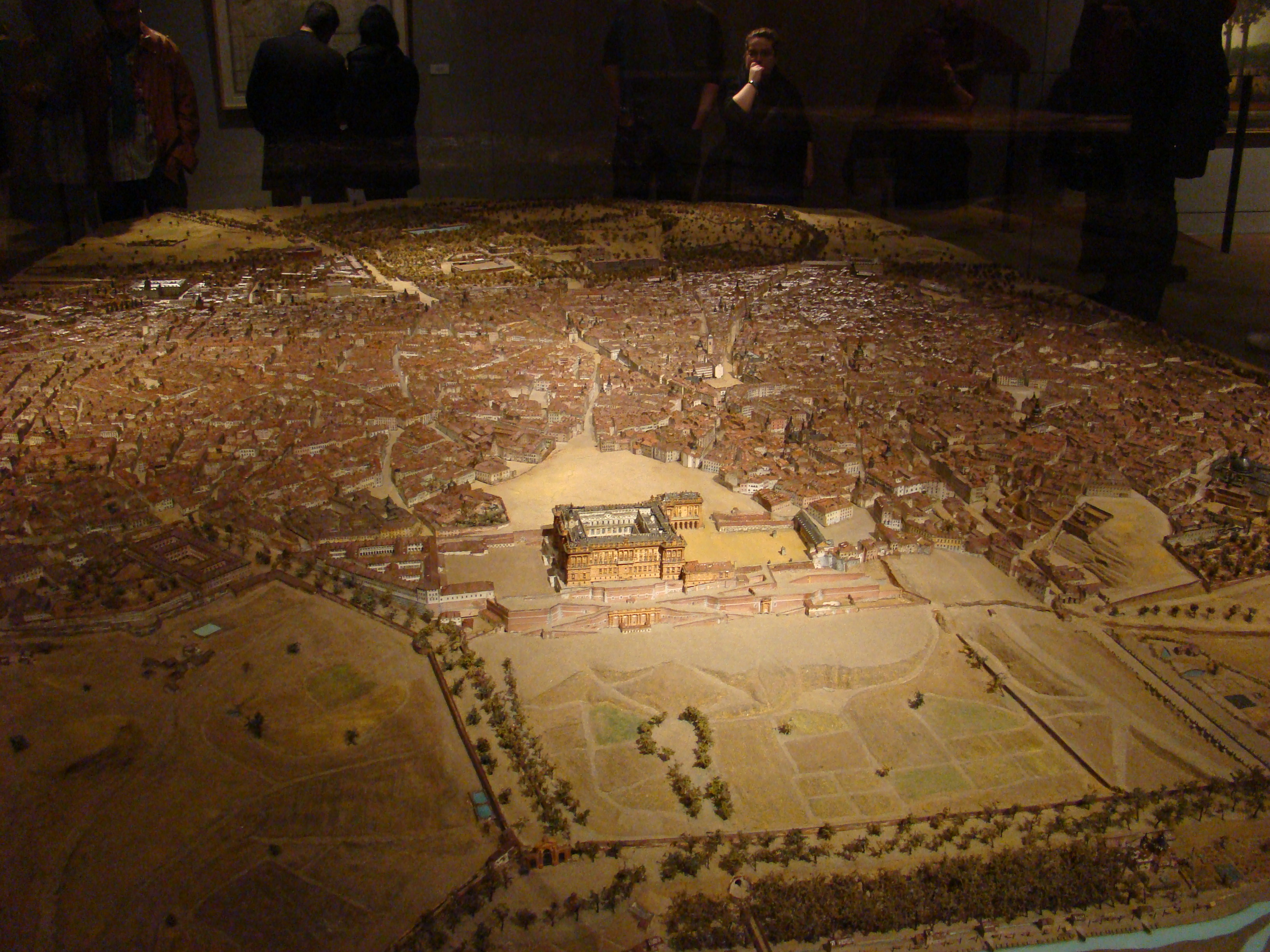
La maqueta de Madrid realizada entre los años 1828 y 1830.
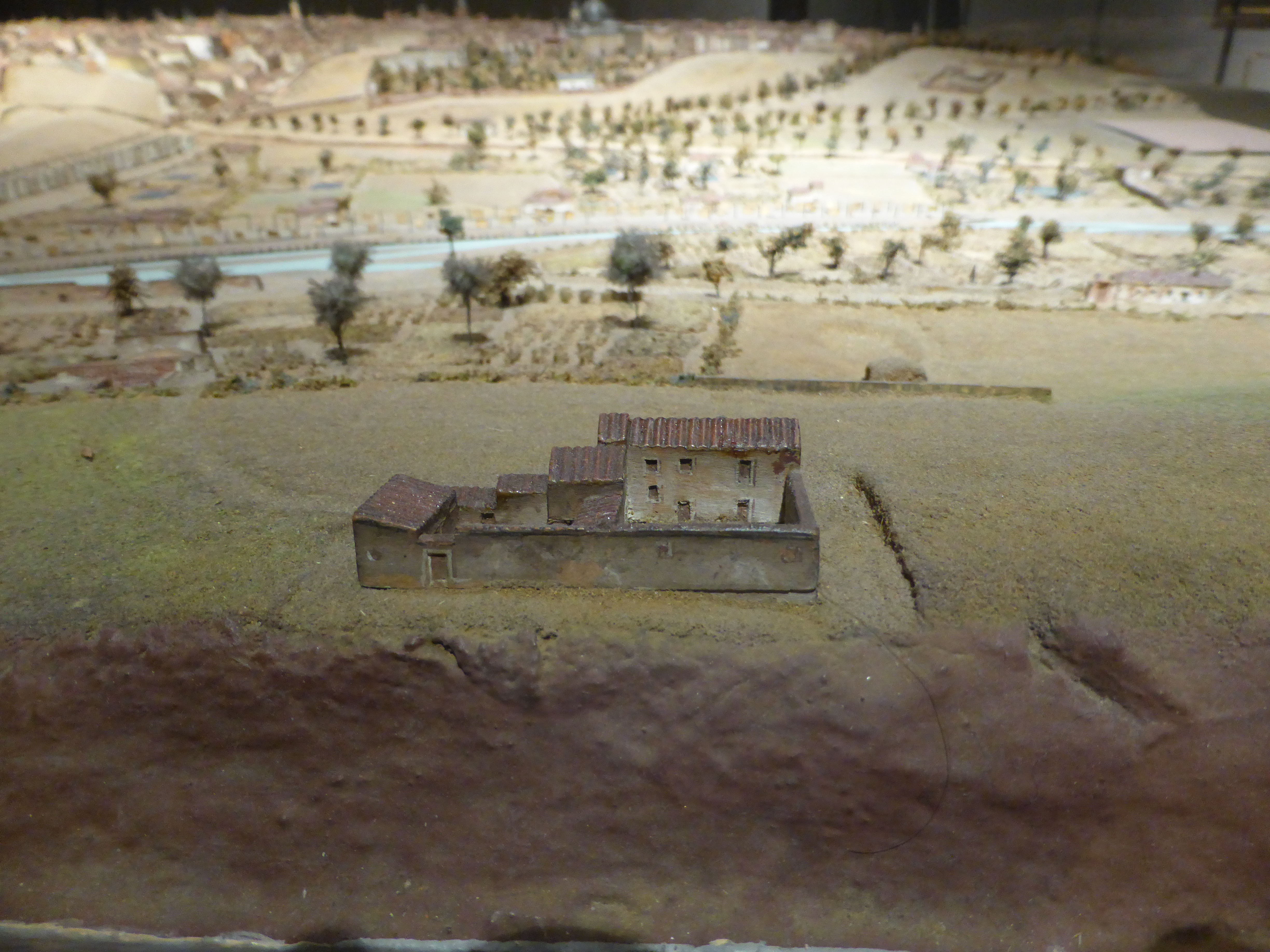
La Quinta de Goya, desde atrás. Modelo de Madrid.
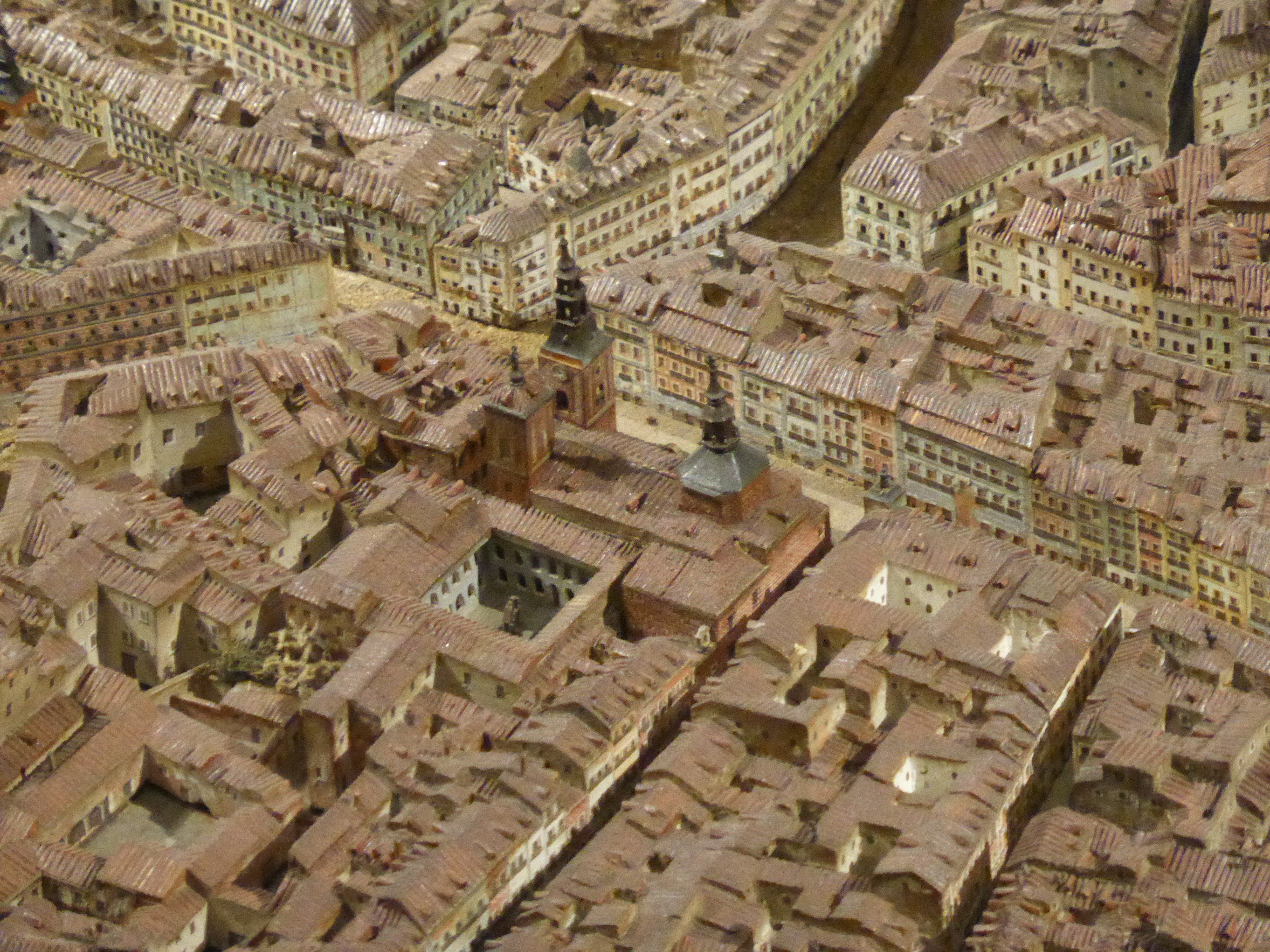
La maqueta de Madrid incluye el antiguo convento de la Trinidad Calzada, luego Museo de la Trinidad.
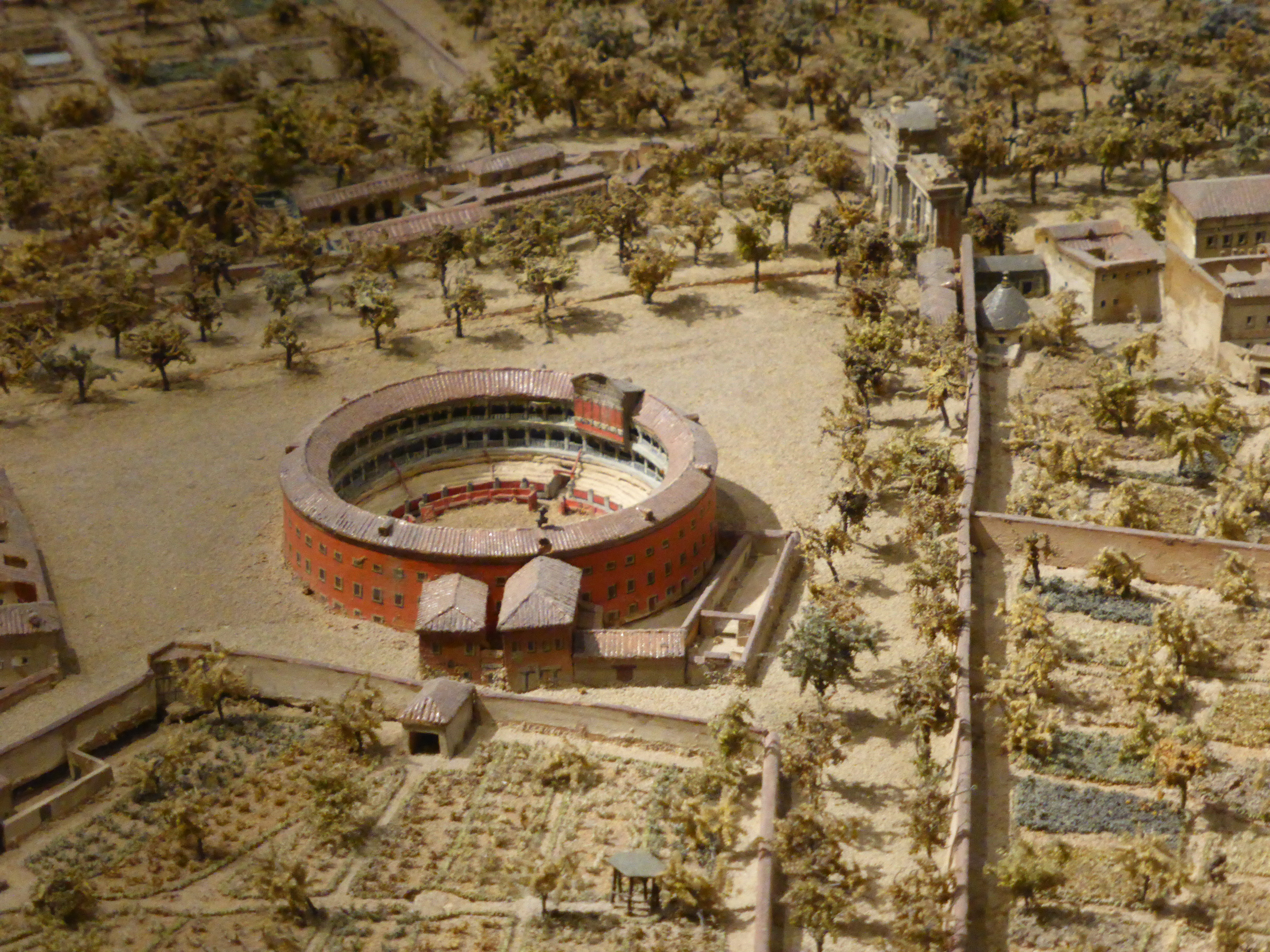
Antigua plaza de toros junto a la Puerta de Alcalá. Modelo de Madrid.